# Eduardo Prado
Eduardo Paulo da Silva Prado (São Paulo, 27 de fevereiro de 1860 — São Paulo, 30 de agosto de 1901) foi um advogado, jornalista e escritor brasileiro, membro fundador da Academia Brasileira de Letras e um dos mais importantes analistas da vida política do Brasil.
Monarquista convicto, era amigo do Barão do Rio Branco e colaborador da edição de Le Brésil em 1889, obra publicada por ocasião da Exposição Internacional de Paris, comemorativa do centenário da Revolução Francesa. Travou amizade com os escritores portugueses Eça de Queirós, Ramalho Ortigão e Oliveira Martins, tendo sido, apesar de 15 anos mais novo, íntimo amigo do primeiro.

## Biografia

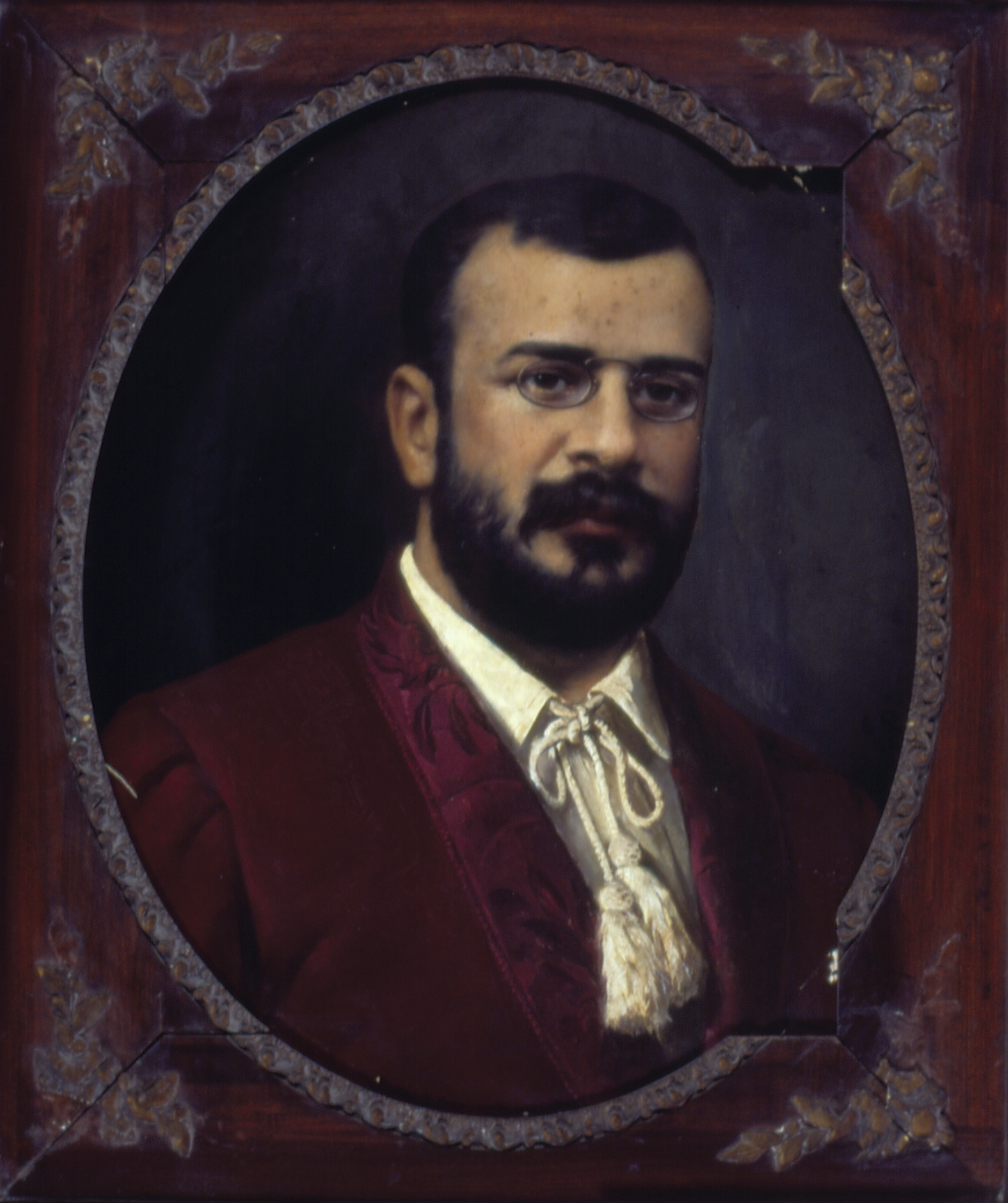
Em retrato de Karl Ernst Papf.

Era filho de Martinho Prado e de Veridiana Prado, de tradicional família paulista. Ocupou-se desde a mocidade com estudos históricos. Destacou-se na história nacional como um dos mais notáveis analistas políticos brasileiros. Membro fundador da Academia Brasileira de Letras, amigo do Barão do Rio Branco e do escritor português Eça de Queirós. Notabilizou-se por ser uma das personalidades mais requintadas e aclamadas de seu tempo, Formou-se em Direito na tradicional Faculdade de São Paulo, turma de 1881. Na época, já era colaborador assíduo do Correio Paulistano, dirigido por seu irmão Caio Prado, onde assinava artigos de crítica literária e política internacional.

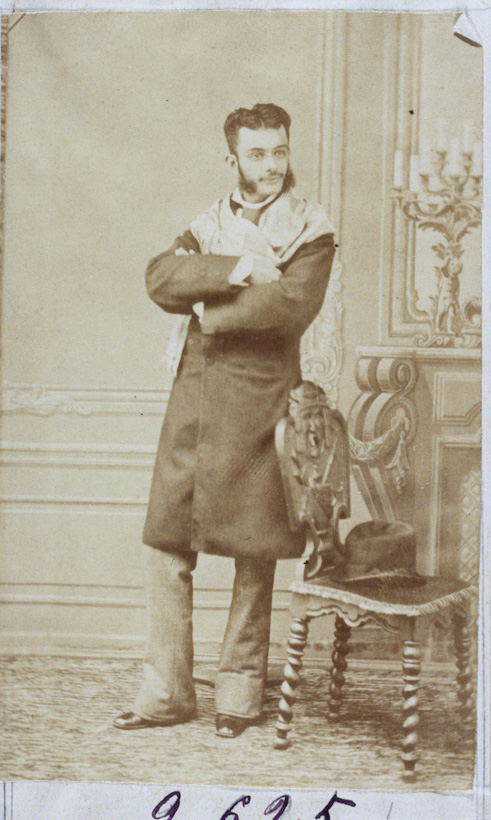
Dr. Eduardo Prado, 18 de março de 1879 - Acervo do Museu Paulista da USP

Trabalhou como adido na delegação brasileira em Londres, durante o Império. Conheceu diversos países europeus e também o Egito. Dessas viagens, faria observações meticulosas no livro Viagens, publicado em Paris no ano de 1886.
Com a proclamação da República no Brasil, em 15 de novembro de 1889, passou a combater, em livros e jornais, os atos praticados pelo governo republicano. A convite de seu amigo, o Barão do Rio Branco, Eduardo Prado escreveu os artigos "L’Art" e "Immigration" para o livro "Le Brésil en 1889", publicado por ocasião da Exposição Internacional de Paris que comemorava o centenário da Revolução Francesa. Ainda na Europa, a convite de Eça de Queirós, tornou-se um dos colaboradores da Revista de Portugal, escrevendo a coluna "Acontecimentos do Brasil" sob o pseudônimo de Frederico de S. Essas colunas foram posteriormente reunidas em um livro com o título "Fastos da Ditadura Militar no Brasil". Eduardo também colaborou na obra "A Década Republicana", que contou com a participação dos mais ilustres monarquistas brasileiros da época.
Os laços de amizade com Eça de Queirós levaram os admiradores deste a identificar a figura de Eduardo Prado como o modelo do Jacinto, imortal personagem de A Cidade e as Serras, o milionário enfastiado pelos confortos da civilização e que vai terminar os seus dias na quietude das serranias portuguesas de Tormes.

Ele questionou a intransigência do golpista marechal Deodoro da Fonseca, que, em suas palavras, afirmou:
"O Brasil está neste momento sob o regime militar. Quanto tempo durará este regime? No tempo do Imperador, quando o soberano resistia ao ministro, se estes insistiam, a coroa cedia. Hoje, quando o marechal Deodoro pensar de um modo e os seus ministros de outro, quem cederá?" 
Eduardo Prado combateu vigorosamente os interesses dos Estados Unidos na América Latina e lançou a obra "A Ilusão Americana", que se tornaria a primeira a ser censurada na história republicana do Brasil. A primeira edição desta obra, datada de 1895, não apenas foi banida pelo governo republicano do Brasil, mas também criminalizada e apreendida devido ao seu conteúdo crítico.

Na obra "Pequena História da Literatura Brasileira" de Ronald de Carvalho, Eduardo Prado é considerado um autor importante e influente, destacando seu papel na literatura brasileira:
“um dos publicitas que melhor compreenderam esta situação de pequenas tiranias organizadas, a que ficou reduzido o nosso país, depois que a República o dividiu em vários Estados interligados”                                   

Emblema da União Nacional Restauradora (UNR); Imagem baseada em fotografia de documento com logotipo.

Viveu em Paris, primeiro na Rue Casimir Perrier e depois na Rue de Rivoli, e nos últimos anos de vida morou na Fazenda do Brejão, no interior paulista. Em São Paulo, tornou-se sócio do Instituto Histórico e Geográfico Brasileiro, onde lançou a brochura "Conferência" sobre a vida e ação do padre Anchieta. 
Quando um grupo de escritores e intelectuais cariocas liderado por Machado de Assis, Joaquim Nabuco e Rodrigo Otávio fundaram a Academia Brasileira de Letras, Eduardo Prado foi convidado a participar da instituição. Eduardo esteve presente na reunião de fundação da ABL, na qual, no ano de 1897, assumiu a cadeira de nº 40, cujo patrono era o Barão do Rio Branco. Em 1900, Prado publicou sua última obra, "III Centenário de Anchieta", biografia do jesuíta.Eduardo Prado faleceu em 30 de agosto de 1901, em São Paulo, morrendo em São Paulo, vítima de Febre amarela, sem deixar filhos. 
Após sua morte, foi editada a obra "Coletâneas", que continha artigos publicados por Prado na imprensa do Rio de Janeiro logo após seu retorno ao Brasil. Eduardo Prado é o patrono da União Nacional Restauradora, um movimento nacionalista e dissidente de cunho monarquista.

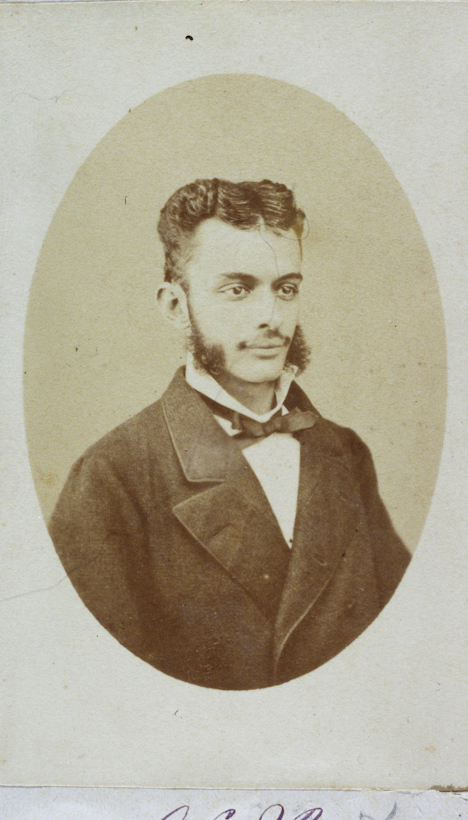
Dr. Eduardo Prado - 01, Acervo do Museu Paulista da USP

Excluindo os necrológios escritos imediatamente após sua morte e um breve ensaio de Eça de Queiroz que serviu como introdução às suas Coleções, publicadas a partir de 1904, há escassa documentação biográfica sobre Eduardo Prado. Essa relativa ausência de informações sobre sua vida contrasta com seu papel ativo como um dos principais opositores políticos durante a primeira década do regime republicano. O que se tem disponível, em grande parte, sugere uma única perspectiva. Alguns o descrevem como curioso, intelectual amador, viajante despreocupado e entusiasta da boa vida, disposto a gastar quantias significativas quando algo lhe interessava. Outros, por sua vez, o percebem como um católico fervoroso, um ultramontano dedicado, um intelectual versátil apaixonado pelo mundo e suas raízes, ou um defensor dos interesses financeiros ingleses.
Eduardo Prado teve envolvimento direto com conspirações monarquistas, como indicado pelo pedido de Saldanha da Gama para que ele o representasse financeiramente na Europa para angariar fundos para a Revolução Federalista. Além disso, ele fugiu para a Europa em 1894 devido às consequências de sua obra "A Ilusão Americana" no turbulento contexto do governo de Floriano Peixoto. Eduardo Prado também fugiu novamente em 1897 devido à série de perseguições a monarquistas após a Revolta de Canudos.

As diversas versões sobre sua fuga indicam que é provável que tenha partido a cavalo de sua fazenda Brejão, cruzando o sertão de Minas Gerais até a Bahia, de onde embarcou com destino à Europa. Esse episódio tornou-se famoso e gerou debates nos jornais. Eduardo Prado, em resposta às críticas sobre sua fuga do país, se defendeu com o artigo intitulado "Um Paladino da República.":
No fim da revolta (da Armada), entendendo eu que não seria da mínima utilidade para a minha causa ir eu para um cubículo da Correção e julgando que isto me seria particularmente desagradável e incômodo, fui à Bahia, para dali me escapar da América ditatorial, isto é, republicana, para a livre Europa, onde teria, como tive, a liberdade de escrever, que a República então me negava a mim (...) Confesso que parte da mesma viagem foi feita a cavalo. Parece que este ponto é particularmente importante para a História.
Eduardo Prado também se envolveu em atividades visando a formação de um núcleo monarquista em São Paulo, que resultou na criação do Partido Monarquista de São Paulo em 15 de novembro de 1895. É importante notar que esse partido não se organizou de acordo com os moldes contemporâneos de organizações partidárias, uma vez que a lei proibia constitucionalmente a formação de qualquer núcleo partidário contrário à ordem republicana. Portanto, o chamado Partido Monarquista, que não participou das eleições nacionais, serviu principalmente como um centro de debate e discussão de ideias relacionadas à política republicana, além de fornecer orientações para os monarquistas.

Emblema do Partido Monarquista de São Paulo (PM-SP), Imagem baseada em fotografia de documento com logotipo.

Para estabelecer o partido, Eduardo Prado organizou um banquete em 15 de outubro, que reuniu diversas facções monarquistas, e adquiriu o jornal "O Comércio de São Paulo" com a intenção de transformá-lo em um porta-voz monarquista, contando com a assessoria de Afonso Arinos, Oliveira Lima e Couto de Magalhães Sobrinho. O Partido Monarquista foi formado por figuras proeminentes presentes no banquete, como Eduardo Prado e João Mendes, que fariam de São Paulo o centro principal da reação anti-republicana.

No entanto, um desafio significativo na compreensão de suas atividades está relacionado à idealização constante que muitas análises sobre sua personalidade carregam. Isso pode ser exemplificado por trechos de obras como "Eduardo Prado e Sua Época" de Sebastião Pagano, nos quais essa idealização se torna evidente:
Eduardo Prado foi sem dúvida um homem admirável porque não foi um burguês acomodatício. Foi homem de luta e a sua pena estava a serviço de causas nobres. Seu único escopo na vida foi ser útil, amar a Deus e sua Pátria e servi-los com a mais acendrada abnegação (...) Era, entretanto, o mais afável dos homens, o mais humano, o mais agradável de se ter como companheiro (...)
O estudo mais recente de Darrell Levi sobre a Família Prado traz à tona informações relevantes sobre a vida de Eduardo Prado que foram negligenciadas por seus principais biógrafos. Levi o descreve como o irmão "mais complexo de todos", alguém "extravagante e multifacetado", que demonstrava interesse por muitas áreas, embora não tenha se destacado em nenhuma delas completamente. No entanto, continua:
Por trás da imagem pública do homem feliz, saudável e robusto, havia a realidade privada de um homem que sofria muito e que tinha uma malícia não suavizada por seu conhecido senso de humor. Por trás da imagem de Eduardo neste estereótipo, o do rico fazendeiro sul-americano divertindo-se nas capitais da Europa, havia o fato dele estar sempre envolvido em problemas financeiros, dependendo do dinheiro de sua mãe. Eduardo sofria de gota, e viveu com o medo de contrair a febre amarela (...) Em 1896, sem que se tivesse abatido seu estridente monarquismo, recebeu uma ameaça redigida com sangue; sua cunhada disse nunca ter visto „pessoa tão medrosa‟
Essa caracterização distanciar Eduardo Prado do retrato de "humanista renascentista" descrito por Pagano, aproximando-o mais da possível realidade em que ele era financeiramente dependente, por exemplo, do dinheiro materno para a compra e manutenção de seu jornal "O Comércio de São Paulo" em 1895. No entanto, há evidências que indicam o quão próximo Eduardo Prado estava do ideal que se forjou em torno de sua figura após sua morte.
Ele possuía em sua fazenda Brejão, além das obras literárias, uma extensa biblioteca e tinha o hábito de "ler um livro por dia, sem cansar-se, mas anotando". Eduardo Prado também era poliglota, "falando fluentemente francês, inglês, holandês, alemão, espanhol, italiano, e tinha conhecimentos de latim, grego e hebraico". Sua produção literária abrange uma ampla gama de temas, incluindo História, Estética, Crítica literária, Religião, Política, Economia, Astronomia, Química, Matemática, Geografia e Cartografia.

Em resumo, a caracterização final de Eduardo Prado se aproxima muito daquela apresentada por Darrell Levi, descrevendo-o como um "monarquista", "reacionário" e "conservador", que se opôs à República e buscou, de diversas formas, restaurar a Monarquia, desde 1889 até sua morte em 1901:
Em questões contemporâneas, este „conservador‟ lutou pelos direitos humanos e pela liberdade de imprensa, sob um regime hostil a ambos, chamou a atenção para a pobreza e o esquecimento em que viviam os sertanejos brasileiros (...) e condenou o poder militar e a estreita base sobre a qual se assentava a Primeira República.

## Machado de Assissobre Eduardo Prado
Texto publicado no 'O Comércio de São Paulo' por ocasião da morte de Eduardo Prado por Machado de Assis em 1901.
[...] A última vez que vi Eduardo Prado foi na véspera de deixar o Rio de Janeiro para recolher a S. Paulo, dizem que com o gérmen do mal e da morte em si. Naquela ocasião era todo vida e saúde. Quem então me dissesse que ele ia também deixar o mundo, não me causaria espanto, porque a injustiça da natureza acostuma a gente aos seus golpes; mas, é certo que eu buscaria maneira de obter outras horas como aquela, em que me detivesse ao pé dele, para ouvi-lo e admirá-lo. 
Só falamos de arte. Ouvi-lhe notícias e impressões, senti-lhe o gosto apurado e a crítica superior, tudo envolvido naquele tom ameno e simples, que era um relevo mais aos seus dotes. Não tínhamos intimidade; faltou-nos tempo e a prática necessária. Antes daquela vez última, apenas falamos três ou quatro, o bastante para considerá-lo bem e cotejar o homem com o escritor. Eduardo Prado era dos que se deixam penetrar sem esforço e com prazer. O que agora li a seu respeito na primeira mocidade, na escola e nos últimos anos, referido por amigos que parecem não o esquecer mais, confirma a minha impressão pessoal. Aliás, os seus escritos mostravam bem o homem. Apanhava-se o sentimento da harmonia que ajustava nele a vida moral, intelectual e social. 
Principalmente artista e pensador, possuía o divino horror à vulgaridade, ao lugar comum e à declamação. Se entrasse na vida política, que apenas atravessou com a pena, em dias de luta, levaria para ela qualidades de primeira ordem, não contando o humour, tão diverso da chalaça e tão original nele. Mas a erudição e a história, não menos que a arte, eram agora o seu maior encanto. Sabia bem todas as coisas que sabia. 
Naturalmente remontei comigo, durante aquela boa hora, e ainda depois dela, ao tempo das cartas de viagem que nos deu tão rica amostra dum grande talento que viria a crescer e subir. A matéria em si convidava ao egotismo, mas ele não padecia desse mal. Também faria correr o risco da repetição de coisas vistas e pintadas, que se não acham aqui. A faculdade de ver claro e largo, a arte de dizer originalmente a sensação pessoal, ele as possuía como os principais que hajam andado as terras ou rasgado os mares deste mundo. Invenção de estilo, observação aguda, erudição discreta e vasta, graça, poesia e imaginação produziram essas páginas vivas e saborosas. Aquela partida de Nápoles, sob um céu chuvoso e de chumbo, não se esquece. Relê-se com encanto essa explicação do tempo áspero, durante o qual o céu napolitano se recompõe, para começar novamente a ópera “com os coros de pescadores e as barcarolas, a música de luz e de azul”. Assim a África, assim todas as partes onde quer que este brasileiro levou a ânsia de ver homens e coisas, cidades e costumes, a natureza vária entre ruínas perpétuas, através de regiões remotas... 
Conta-se que ele chorou, quando morreu Eça de Queiroz. Agora, que ambos são mortos, alguém que imaginasse e escrevesse o encontro das duas sombras, à maneira de Luciano, daria uma curiosa página de psicologia. As confabulações de tais espíritos são dignas de memória. Sterne escreveu que “um dia, conversando com Voltaire...” e imagina-se o que diriam eles. Imagina-se o que diriam, todas as noites, Stendhal e Byron, passeando no solitário foyer do teatro Scala. Quando Montaigne ouvia as histórias que Amyot lhe ia contar, podemos ver a delícia de ambos e admitir que as visitas continuam no outro mundo. Assim se podia dizer do Eça e do Eduardo, por um texto que exprimisse o talento, o amor das coisas finas e belas, e, enfim, a grande simpatia que um inspirava ao outro. 

Quando me despedi de Eduardo Prado, naquele dia, vim perguntando a mim mesmo se teria vida bastante para ler e admirar as obras-primas que esse talentoso brasileiro levava no cérebro em gestação, ou em gérmen, e durante muitos anos viriam abastecer a nossa língua e a nossa terra. Seis dias depois, era ele que morria. Chamei injusta à natureza; bastaria dizer — indiferente.

## João Camilo de Oliveira Torressobre Eduardo Prado
EDUARDO PRADO E A ILUSÃO AMERICANA
O Brasil, mais do que qualquer outro país da América, participou, desde cedo, de questões políticas da Europa, sua política externa sempre foi europeia. Embora houvesse o cuidado, por parte dos reis de Portugal, de colocar o Brasil fora dos problemas europeus, com a Espanha tal não se verificou e nós nos misturamos demais com seus problemas internacionais. Durante todo o domínio dos Filipes, enfrentamos tais interferências como no caso principal da Guerra dos Holandeses, das questões políticas e religiosas da Europa e, afinal, da África, pois do Rio partiu a esquadra que libertou Angola. Na época da Restauração e mesmo depois os nossos interesses acharam-se grandemente envolvidos em questões europeias. Afinal, com a vinda de D. João VI, passamos a estar dentro da crise ocidental, passamos a ser um país mais da Europa do que da América. Fizemos a guerra contra a França, estivemos no Congresso de Viena. E D. Pedro II, primo e tio de tantos reis europeus, era um imperador em condições de falar com as cortes da Europa em condições muito diferentes das dos demais chefes de estado americanos. 
Ao mesmo tempo, surgia o pan-americanismo, a doutrina de Monroe é contemporânea da nossa independência e a primeira Conferência Pan-Americana coincide com a proclamação da república. 
Houve, ao fim do século XIX, um deslocamento de centros de interesses entre o Brasil e o mundo. Podemos resumir a questão em alguns tópicos sintéticos, que condensam os temas centrais da “viradeira”: 
a) era geral o entusiasmo do mundo intelectual pelas instituições e progressos dos Estados Unidos, maneira de pensar cuja repercussão popular podemos ver nos romances de Júlio Verne, que, melhor do que qualquer outro documento, nos mostram como o homem civilizado médio do século XIX encarava os Estados Unidos popularizados. Parecia que a Europa via nos Estados Unidos a realização, sem entraves, sem limitações, sem o peso de instituições tradicionais, da utopia liberal, repetindo o ideal cartesiano da cidade construída num lugar vazio, da constituição inicial de uma nação recém-fundada, sem história anterior – na França, a Revolução falhara, pois não seria possível apagar os mil anos anteriores de história – nos Estados Unidos, um tiers état, sem primeiro nem segundo, um povo sem passado faria a república perfeita; 
b) confundindo forma com conteúdo, os brasileiros consideravam os regimes republicanos da América mais democráticos do que o império e tinham a acidental e meramente ocasional identidade de formas de governo do continente como uma espécie de fatalidade geográfica – postulavam então que convinha substituir o imperador por um presidente, para termos a liberdade (sic) dos outros povos americanos e nos conformarmos com eles; 
c) muita gente, no Brasil e alhures, achava que o capitalismo, de certo modo, era um privilégio saxônio e, assim, deveríamos mudar de rumo em nossa política econômica, passar de fregueses da Inglaterra a fregueses dos Estados Unidos... Para muita gente, “fregueses” no presente tópico devia ter uma conotação de pura dependência, considerada legítima – “nós” nunca seríamos como eles, economicamente independentes, logo... 
Ora, quando se mudava a direção da política externa, com apoio aliás do imperador, D. Pedro II admirando os Estados Unidos como qualquer homem culto de seu tempo, proclamava-se a república e o império do Brasil passa, com muita ingenuidade, a ser “Estados Unidos do Brasil”. O povo jamais adotaria a denominação, que se usa apenas em linguagem tabelioa e impressos oficiais e cédulas – mesmo o governo costuma ignorá-la, como aconteceu com o “Banco Central da República do Brasil”. Ora, legalmente não há país nenhum no mundo que se chamasse República do Brasil, muito embora fosse este o nome obviamente mais lógico do que o adotado. E como prova da ingenuidade dos brasileiros em 1889, recorde-se que Rui Barbosa, a demonstrar que, de fato, havia uma espécie de vontade de descaracterização nacional, disse, em discurso, com a sua ponta de orgulho, “nossos Estados Unidos”: Nós, também, éramos “Estados Unidos” – e passaríamos a grande nação... 
Nem todo o mundo, evidentemente, aplaudia a mudança. Entre eles um jovem escritor, amigo de Eça, de muito talento, que se achava em Lisboa, e reagiu violentamente, glosando em artigos bem escritos e de alto sabor satírico o novo regime. Assinava Frederico de S. Afinal, em livro, temos estes notáveis Fastos da ditadura militar, que; se nem sempre são exatos quanto à matéria dos fatos (eram artigos de imprensa, com base nas informações que chegavam à Europa), são notáveis como crítica, e, afinal, os Atos e atas do Governo Provisório, de Dunshee de Abranches na secura do texto oficial, constituem um libelo mais documentado contra o governo de Deodoro.
Eduardo Prado, mais tarde em São Paulo, associa-se com Afonso Arinos de Melo Franco, o criador do gênero regionalista na ficção brasileira, e começa a fazer campanha contra o regime, em grande classe, com bons auxiliares, formando uma equipe valorosa. Eduardo Prado, ademais de brilhante, era culto e de convicções sólidas, defendendo, naqueles tempos de agnosticismo generalizado, o catolicismo; 
A morte, que o atingiu mal entrado na idade madura, cortou uma grande carreira. 
Seu livro mais famoso, porém, seria A ilusão americana, de edições confiscadas pela polícia, e a respeito do qual nunca se fez crítica séria, embora todo mundo o leia e pouca gente o confesse. É um livro tabu, eis tudo. 
Isto não impede, todavia, de ser a substância doutrinária de que se nutrem os movimentos comunistas da América Latina o que vem nas páginas cálidas do livro do monarquista Eduardo Prado. Certamente que nem todos se abeberaram nele: os fatos que citou na parte histórica são conhecidos e a sua interpretação não exigia dotes exagerados de imaginação. Em muitos casos, é verdade, que outros chegaram às mesmas conclusões que ele, independentemente, o que não constitui novidade. O importante, porém, está no fato de ter sido quem melhor formulou a teoria, e com prioridade indiscutível, do anti-ianquismo. Confessá-lo, por parte dos comunistas, seria horrível: então silenciam. 
Podemos dizer que a posição de Eduardo Prado não era, propriamente, a de um inimigo dos Estados Unidos – sendo um livro de circunstância, redigido em face de uma situação definida, ele não estuda todos os ângulos da questão, mas, realmente, os pontos que debate. Destina-se a alertar os povos a respeito da “ilusão” americana, não a combater a “realidade” americana, tomando, de empréstimo, e de certo modo em trocadilho, o título de um livro de Alceu Amoroso Lima, para contrabalançar o outro, como o diz o eminente mestre católico, claramente.
Qual a “ilusão americana” contra a qual nos alertava Eduardo Prado? Substancialmente dois perigos: primeiramente a crença de que, nas relações para com seus “sobrinhos”, o velho Tio Sam fosse, sempre, um tio “camarada”. De qualquer modo, como política internacional, tem por objetivo a defesa de interesses mútuos, ou, antes, de defesa de interesses contra interesses (só no Brasil é que se acha que se pode ter uma política internacional fundada em sentimentos de “amizade” e generosidade e benevolência); deve ficar bem claro que devemos agir corretamente, lealmente, mas considerando em primeiro lugar a defesa de nossos interesses. Fundar com bases sentimentais e desinteressadas relações com uma nação em fase de expansão econômica agressiva é, evidentemente, puerilidade. O outro perigo: a crença na superioridade objetiva das instituições políticas americanas, consideradas não um bom regime para aquele país, mas a verdade definitiva da política. Daí as críticas, que qualquer autor americano de hoje aprovaria, as práticas políticas americanas do tempo, para mostrar que havia grandes falhas e até hoje as há, como demonstra a falência do regime em garantir aos cidadãos de cor os direitos civis, muito embora a boa vontade do governo de Washington. O raciocínio de Eduardo Prado era o seguinte: os Estados Unidos são uma grande nação, digna de respeito e amizade, mas era uma ilusão perigosa acreditar que o Brasil (ou qualquer outro povo latino-americano) encontraria a prosperidade e a liberdade abdicando do direito de governar-se e de pensar, como acabou acontecendo entre nós em matéria de direito constitucional, cuja independência, conquistada pelos estudos admiráveis de Pimenta Bueno e Uruguai, desapareceu, passando a ser subsidiário do que decidia da jurisprudência da Suprema Corte, que resolvia em face de situações concretas dos Estados Unidos, dentro da tradição e mentalidade norte-americana. Ora, as situações no Brasil eram outras, a tradição brasileira completamente diversa e a mentalidade sem termos de comparação. Daí não surpreender a ninguém o colossal malogro da Carta de 1891, rótulo elegantíssimo a encobrir uma realidade totalmente diversa. 

Talvez estivessem, hoje, bem melhores as relações entre os EUA e a América Latina, se se houvesse evitado a “ilusão” americana e se fosse considerada a realidade efetiva...

## Acervo Arquivístico
O Serviço de Arquivo Histórico Institucional da Fundação Casa de Rui Barbosa (FCRB) custodia os documentos pessoais de Eduardo Prado. O acervo foi doado à FCRB em 1991 e é composto por 01 metro linear de documentos textuais, encontrando-se todo digitalizado e disponibilizado online na Coleção Eduardo Prado. Está dividido nas séries: Companhia Paulista (CEP CP), Correspondência Geral (CEP CR), Revolução Federalista (CEP RF), Documentos Pessoais (CEP DP), Estudos Históricos (CEP EH) e Diversos (CEP D).

## Obras
- Viagens, 1886-1902
- Os fastos da ditadura militar no Brasil, 1890
- Anulação das liberdades públicas, 1892
- A ilusão americana, 1893
- III centenário de Anchieta, 1900
- Coletâneas, 1904-1906

## Academia Brasileira de Letras
Foi um dos fundadores da Academia Brasileira de Letras, na qual ocupou a cadeira 40, cujo patrono é o Visconde do Rio Branco.